# Бьютт (Монтана)

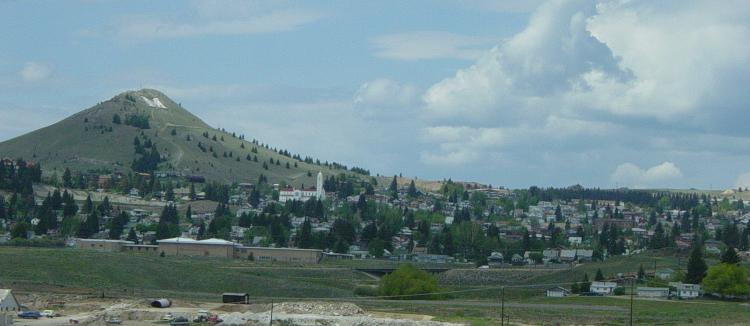
Вид Бьютта

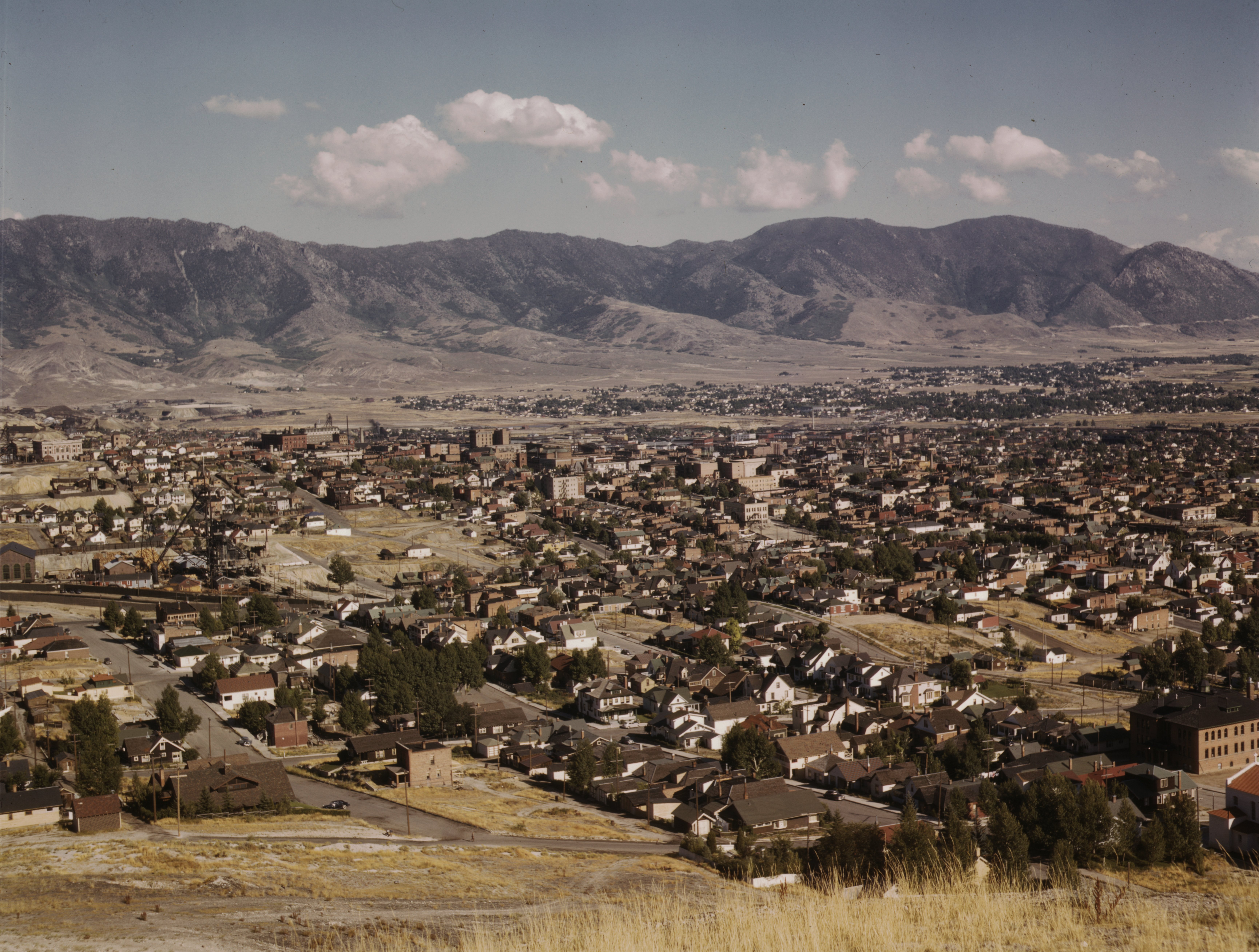
Вид Бьютта. 1942 г.

Бьютт (англ. Butte) — город в округе Силвер-Боу штата Монтана США. Расположен в районе Скалистых гор.
С 1977 года является центром округа Силвер-Боу. В настоящее время пятый по величине город Монтаны. Площадь города — 1867,6 км². Код FIPS Бьютта — 30-11397.

## Демографические данные
| Год  | Численность |
| 1870 | 241         |
| 1880 | 3363        |
| 1890 | 10723       |
| 1900 | 30470       |
| 1910 | 39165       |
| 1920 | 41611       |
| 1930 | 39532       |
| 1940 | 37081       |
| 1950 | 33251       |
| 1960 | 27877       |
| 1970 | 23368       |
| 1980 | 37205       |
| 1990 | 33336       |
| 2000 | 33892       |
| 2010 | 34200       |
| 2020 | 34573       |
| 2024 | 36077       |

## Промышленность
Бьютт является центром горнодобывающей промышленности региона, ведущейся открытым способом. Здесь добываются медная руда, свинец, цинк, серебро и золото. Здесь также найдены редкие образцы минералов: ковеллита, энаргита, бетехтинита, вюрцита, дигенита, колусита, теннантита, халькозина и др.
В городе сосредоточено несколько предприятий по выпуску горнодобывающего оборудования.

## Учебные заведения
- Отделение Государственного университета штата Монтана (Montana Tech of the University of Montana)

## Транспорт
- Аэропорт Берт Муни («Bert Mooney Airport»).

## Достопримечательности

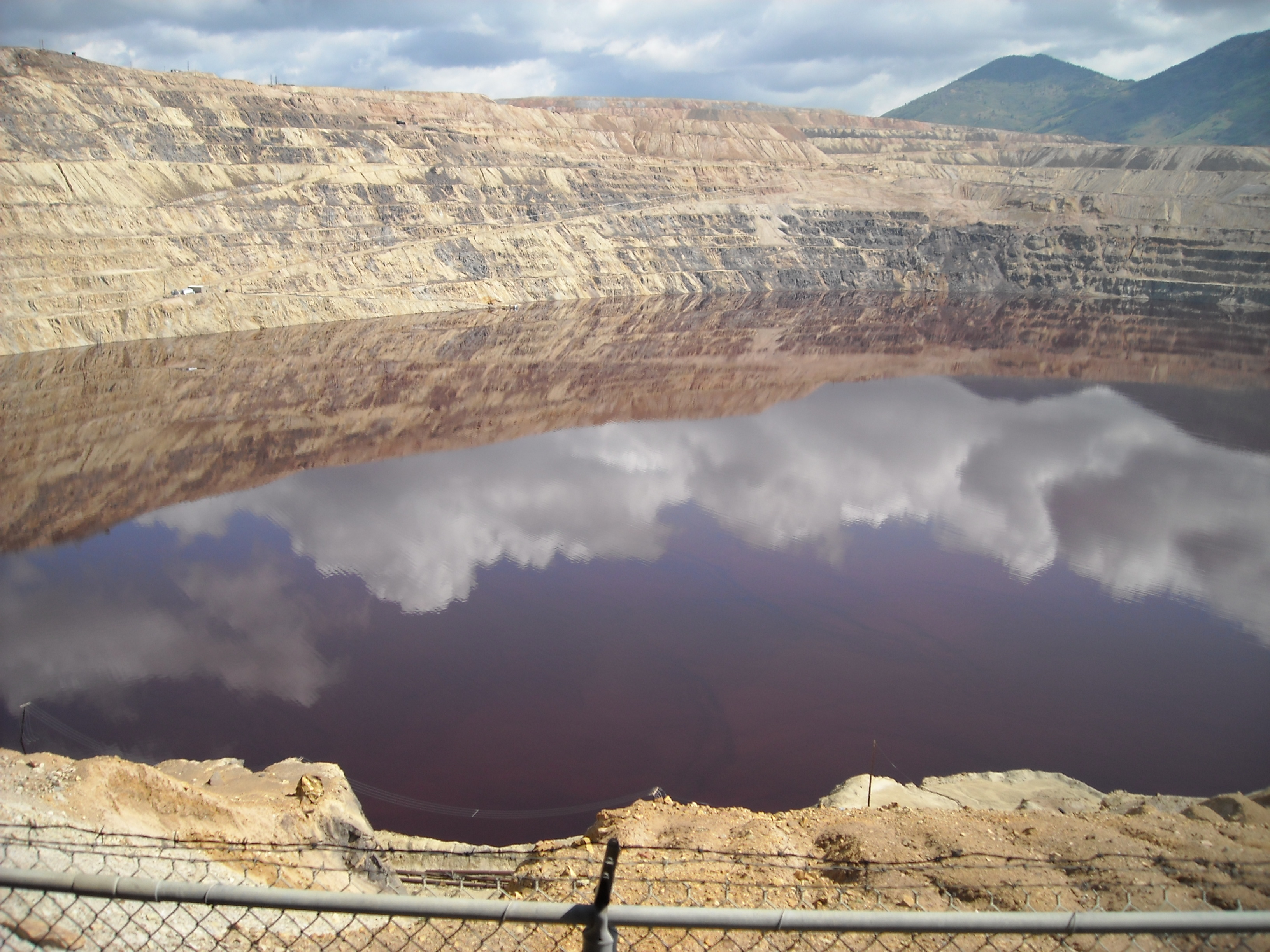
Озеро Беркли Пит в 2008 году

- Расположенная здесь зона холмистых лугов и речных долин предгорий Скалистых гор
- Беркли Пит — самое токсичное в мире озеро, находящееся в большой яме старого медного рудника возле города.
- Винус Эллей[англ.] — знаменитый Квартал красных фонарей в Бьютте (штат Монтана)
- Троицкий храм — единственный в штате храм Западноамериканской епархии Сербской православной церкви, и старейший православный приход в штате.